# گلدا روشوول
گلدا روشوول (انگلیسی: Golda Rosheuvel؛ زادهٔ ۱ ژانویهٔ ۱۹۷۰) بازیگر اهل بریتانیا است. وی از سال ۲۰۰۰ میلادی تاکنون مشغول فعالیت بوده‌است.
از فیلم‌ها یا برنامه‌های تلویزیونی که وی در آن نقش داشته‌است می‌توان به بریجرتون اشاره کرد.